# BreadTube
BreadTube або LeftTube — це вільна та неформальна група творців онлайн-контенту, які створюють відеоконтент, часто відеоесе та прямі трансляції з соціалістичної, комуністичної, анархістської та інших лівих точок зору. Творці BreadTube зазвичай публікують на YouTube відео, які обговорюються на інших онлайн-платформах, таких як Reddit. Творці BreadTube також ведуть пряму трансляцію на Twitch.
Відомо, що творці BreadTube беруть участь у формі «алгоритмічного захоплення». Вони вирішить зосередитися на тих же темах, які обговорюють творці контенту з правою політикою. Це дає змогу рекомендувати їх відео тій самій аудиторії, яка споживає відео правого чи ультраправого, і таким чином відкривати їхні погляди ширшій аудиторії. Багато творців контенту BreadTube фінансуються за рахунок краудфандингу, і канали часто служать для молодих глядачів введенням в ліву політику.

## Походження
Термін BreadTube походить з книги Петра Кропоткіна «Завоювання хліба», яка пояснює, як досягти анархо-комунізму та як функціонуватиме анархо-комуністичне суспільство.
Сам феномен BreadTube не має чіткого походження, хоча багато каналів BreadTube розпочали роботу, щоб боротися з воїном проти соціальної справедливості та вмістом альтернативних прав, який набув популярності в середині 2010-х років. До 2018 року ці окремі канали сформували взаємопов’язану спільноту. Двома відомими ранніми BreadTubers були Ліндсі Елліс, яка покинула Channel Awesome у 2015 році, щоб створити власний канал у відповідь на суперечку GГеймергейт, і Наталі Вінн, яка запустила свій канал ContraPoints у 2016 році у відповідь на домінування альтернативних правих у мережі. час.  За словами Вінна, походження BreadTube, альтернативних прав, маносфери та incels можна простежити до нового атеїзму.

## Формат
Відео BreadTube часто мають високу виробничу цінність, включають театральні елементи та тривають довше, ніж звичайні відео YouTube. Багато з них є прямими відповідями на точки зору правих. У той час як відео творців правого крила часто є антагоністичними по відношенню до своїх політичних опонентів, BreadTubers прагнуть проаналізувати та зрозуміти аргументи своїх опонентів, часто використовуючи підривну діяльність, гумор і «спокушання». Багато з них прагнуть звернутися до широкої аудиторії, охопивши людей, які ще не дотримуються лівих точок зору, а не «проповідують хору». Відео часто не закінчуються твердим висновком, натомість заохочуючи глядачів зробити власні висновки з матеріалу, на який посилаються. Оскільки канали BreadTube часто цитують ліві та соціалістичні тексти, щоб надати свої аргументи, це може слугувати вступом до лівої думки для своїх глядачів.

## Відомі канали
Вміст BreadTube англійською мовою, і більшість BreadTube походять зі Сполучених Штатів або Великобританії. Термін неформальний і часто спірний, оскільки немає узгоджених критеріїв для включення. За даними The New Republic, у 2019 році п’ять людей, яких найчастіше згадують як приклади, — це ContraPoints, Ліндсі Елліс, Хбомбергуй, Philosophy Tube та Шон, а Кет Блейк та Аніта Саркізіан названі як значний вплив. Ян Данкін (він же Innuendo Studios ), Хасан Пайкер, Вауш і Destiny також були описані як частина BreadTube. Деякі з цих людей відкинули ярлик.

## Фінансування
Багато BreadTubers фінансуються в основному за рахунок щомісячних пожертв на Патреон і відмовляються від прибутку від реклами та спонсорства. Оскільки вони не залежать від такого доходу, BreadTubers мають більше свободи для створення критичного контенту.

## Прийом
Згідно з The Conversation, станом на 2021 рік творці контенту BreadTube «отримують десятки мільйонів переглядів на місяць, і в ЗМІ та наукових колах все частіше посилаються як на приклад дерадикалізації». За даними Індепендент, коментатори BreadTube «досить успішно намагалися втрутитися в розповідь про вербування правих – витягуючи глядачів із «кролячої нори» або, принаймні, переводячи їх на нову».